# Amerlinghaus

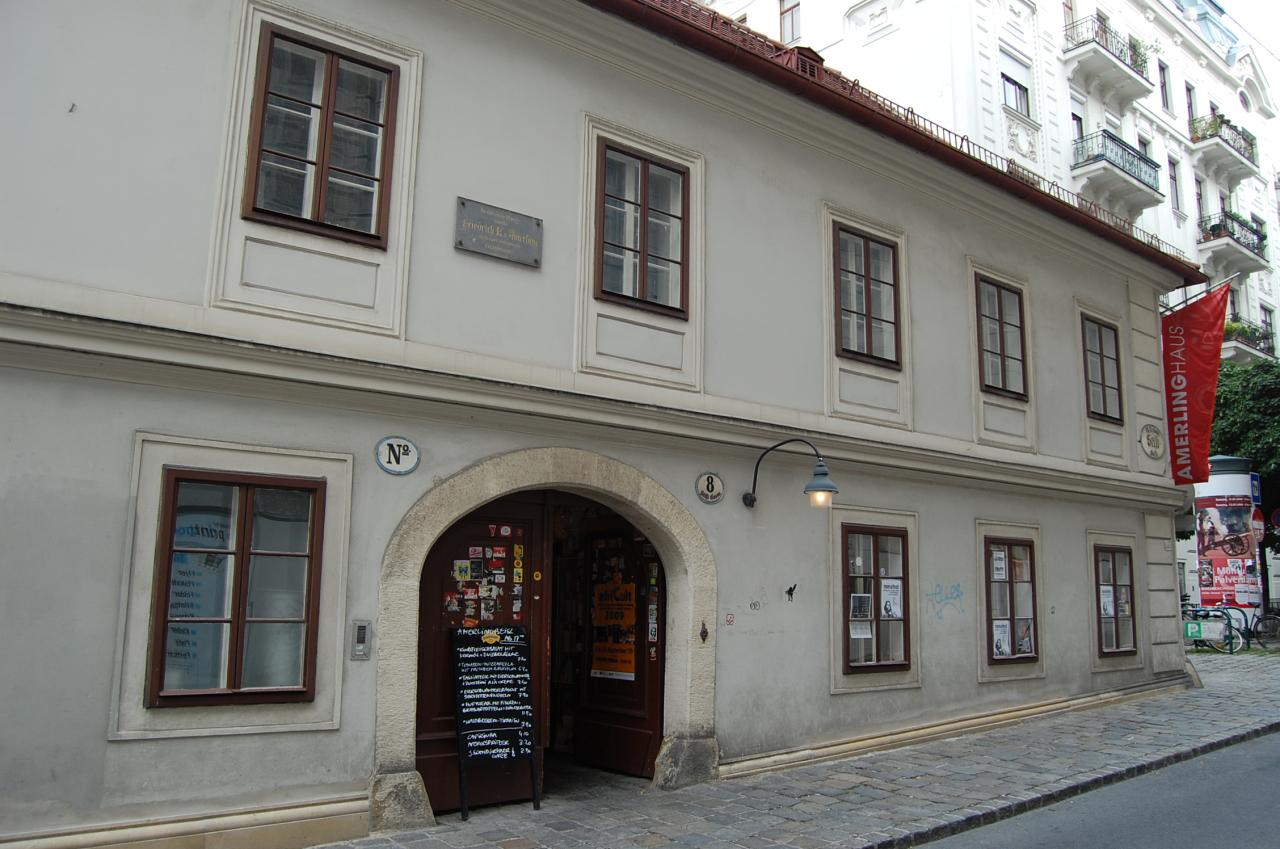
Amerlinghaus

Das Amerlinghaus ist ein selbstverwaltetes Kulturzentrum, das sich seit den 1970er Jahren im ehemaligen Wohnhaus von Friedrich von Amerling in Wien-Neubau befindet.

## Geschichte
Das Gebäude wurde um 1700 errichtet. 1803 wurde in dem Haus der Maler Friedrich von Amerling geboren. Das Haus hieß früher Zu den drei Herzen, später wurde es Amerlinghaus genannt.
Im Sommer 1975 besetzten Bewohner des Bezirks mehrere denkmalgeschützte Biedermeier-Häuser, um den Abriss zu verhindern, darunter das Amerlinghaus, das zu jenem Zeitpunkt leer stand und verwahrlost war. Nach einem mehrtägigen Fest wurde ein selbstverwaltetes Zentrum für kulturellen Austausch eingerichtet. Nach langwierigen Verhandlungen mit dem Stadtrat wurde das Haus renoviert und am 1. April 1978 dem zu diesem Zweck gegründeten Verein »Kulturzentrum Spittelberg« übergeben. Die Partei Die Grünen gründete sich in „Montags-“ und „Donnerstagsrunden“ im Amerlinghaus. 1980 wurde das Amerlingbeisl nach heftigen Auseinandersetzungen und nach einer weiteren Besetzung des Hauses von der Selbstverwaltung ausgenommen und kommerziell verpachtet.
Nach der Eröffnung als Kulturzentrum gab es im Amerlinghaus u. a. Konzerte, Kabarettabende, Filmvorführungen, Tanzevents, Lesungen und Diskussionsrunden. Im Amerlinghaus trafen sich Polit-, Kultur-, Senioren- und Jugendgruppen, außerdem gab es eine Kindergruppe und ab September 1978 eine Alternativschule. Zur derzeitigen Nutzung heißt es auf der Website des Hauses:

„Von früh bis spät ist das Haus aktiv: Deutschkurse für MigrantInnen, Kinderbetreuung, interkulturelle Projekte in den Bereichen Literatur, Musik, Malerei, Tanz und Crossover, Romakulturveranstaltungen, Improvisations- und Mitspieltheater, linke Gruppen, die sich mit politischer Theorie & Praxis beschäftigen, selbstorganisierte Senior_innen-Treffen, Selbsthilfegruppen und Selbstermächtigungsprojekte in verschiedensten Themenbereichen wie Prekarisierung, Marginalisierung, Migration, soziale Verdrängung, Recht auf Stadt... Marxismuskongresse, Literaturveranstaltungen, kritische Filmabende, juristische Beratung und vieles mehr findet im Kulturzentrum Raum. Über 50 Gruppen, Initiativen und Projekte nutzen regelmäßig die Ressourcen im Haus. Dazu kommt ein weiter Kreis an punktuellen Nutzer_innen.“

Während andere besetzte Häuser in Wien (Aegidigasse und Spalowskigasse) von der Polizei geräumt wurden, blieb das Amerlinghaus als selbstverwaltete Einrichtung bis heute erhalten.